# La Sorcière de Noël 2 : Les origines
Pour plus de détails, voir Fiche technique et Distribution.
La Sorcière de Noël 2 : Les origines (La Befana vien di notte II - Le origini) est un film de Noëlcomique de fantasy italienne réalisée par Paola Randi sortie en 2021.
C'est la suite du film La Sorcière de Noël (La Befana vien di notte) de Michele Soavi sorti en 2018.

## Synopsis
Au XVIIIe siècle, Paola, une gamine des rues entrave par inadvertance les plans du terrible Baron De Michelis, un homoncule bossu assoiffé de pouvoir. La bonne sorcière Dolorès va intervenir pour protéger Paola des griffes du baron et lui faire découvrir un nouveau monde qui la fascinera totalement. À partir de là, une série de situations rocambolesques vont s'ensuivre.

## Fiche technique
- Titre français : La Sorcière de Noël 2 : Les origines[1]
- Titre original italien : La Befana vien di notte II - Le origini[2],[3]
- Réalisateur : Paola Randi
- Scénario : Nicola Guaglianone (it), Menotti (it)
- Photographie : Gherardo Gossi
- Montage : Chiara Griziotti
- Décors : Francesco Frigeri
- Costumes : Mary Montalto
- Production : Mattia Guerra, Stefano Massenzi, Andrea Occhipinti, Tommaso Arrighi
- Sociétés de production : Lucky Red, Rai Cinema
- Société de distribution : 01 Distribution
- Pays de production :  Italie
- Langue originale : italien
- Format : Couleurs
- Durée : 116 minutes
- Genre : Comédie de fantasy
- Dates de sortie :
  - Italie : 30 décembre 2021

## Distribution
- Monica Bellucci : Dolores
- Zoe Massenti : Paola / La sorcière
- Fabio De Luigi : Baron De Michelis
- Corrado Guzzanti : Pape Benoît XIV
- Francesco Paolantoni : Monseigneur Bastoni
- Alessandro Haber : Marquis
- Herbert Ballerina : Marmotte
- Guia Jelo : dame Isa
- Francesco Russo : Venanzio
- Massimiliano Pazzaglia : Geôlier
- Mario Luciani : Chicco
- Giulietta Rebeggiani : Anita
- Aurora Lera : Lina
- Carlotta Scacco : Zenevra
- Vincenzo Sebastiani : Tivoli